# Ferrari F12tdf
La Ferrari F12tdf est une voiture de sport présentée en 2015 par le constructeur automobile italien Ferrari.

## Présentation
La F12tdf est un modèle spécial basé sur la Ferrari F12 Berlinetta, elle est produite à 799 exemplaires. Elle rend hommage à la Ferrari 250 GT Berlinetta « Tour de France » de 1956.
Son nom est la combinaison de « F » pour Ferrari, « 12 » pour le moteur V12 qui l'anime, et « tdf » pour Tour de France, une compétition automobile remportée plusieurs fois par la Ferrari 250 GT.

## Caractéristiques techniques

### Motorisation
|                              | 6.3 780                                   |
| ---------------------------- | ----------------------------------------- |
| Moteur                       | V12                                       |
| Alimentation                 | Atmosphérique                             |
| Cylindrée (cm³)              | 6262                                      |
| Puissance maximale ch (kW)   | 780 (574) à 8 500 tr/min                  |
| au régime de (tr/min)        | 8500                                      |
| Couple maximal (Nm)          | 705                                       |
| au régime de (tr/min)        | 6750                                      |
| Boîte de vitesses            | Automatique 7 rapports à double embrayage |
| Transmission                 | Propulsion                                |
| Vitesse maximale (en km/h)   | 340                                       |
| 0-100 km/h (en s)            | 2,9                                       |
| Consommation (en L/100 km)   | 15,4                                      |
| Émissions de CO2 (en g/km)   | 360                                       |
| Capacité du réservoir (en ℓ) | 92                                        |
| Masse à vide (kg)            | 1415                                      |
| Norme environnementale       | Euro 6                                    |